# 寂地山
寂地山（じゃくちさん）は、山口県岩国市と島根県吉賀町との境界にある標高1,337mの山である。山口県の最高峰である。中国百名山に選定されている。

## 登山コース
- 寂地林道コース
- 寂地峡コース
- 松ノ木峠コース(このコースの場合、広島県の冠山との縦走が可能である。)